# Ampelopsis aconitifolia
Ampelopsis aconitifolia är en vinväxtart som beskrevs av Aleksandr Andrejevitj Bunge. Ampelopsis aconitifolia ingår i släktet Ampelopsis och familjen vinväxter. Utöver nominatformen finns också underarten A. a. palmateiloba.